# Карр, Джеральд Пол
Джеральд Пол Карр (англ. Gerald Paul Carr; 22 августа 1932, Денвер, Колорадо — 26 августа 2020, Олбани, Нью-Йорк) — астронавт НАСА. Совершил один космический полёт — в качестве командира экипажа на космическом корабле «Скайлэб-4», в 1974 году установил рекорд пребывания и работы в космосе — 84 дня, совершил три выхода в открытый космос. Полковник КМП, в отставке с сентября 1975 года.

## Рождение и образование

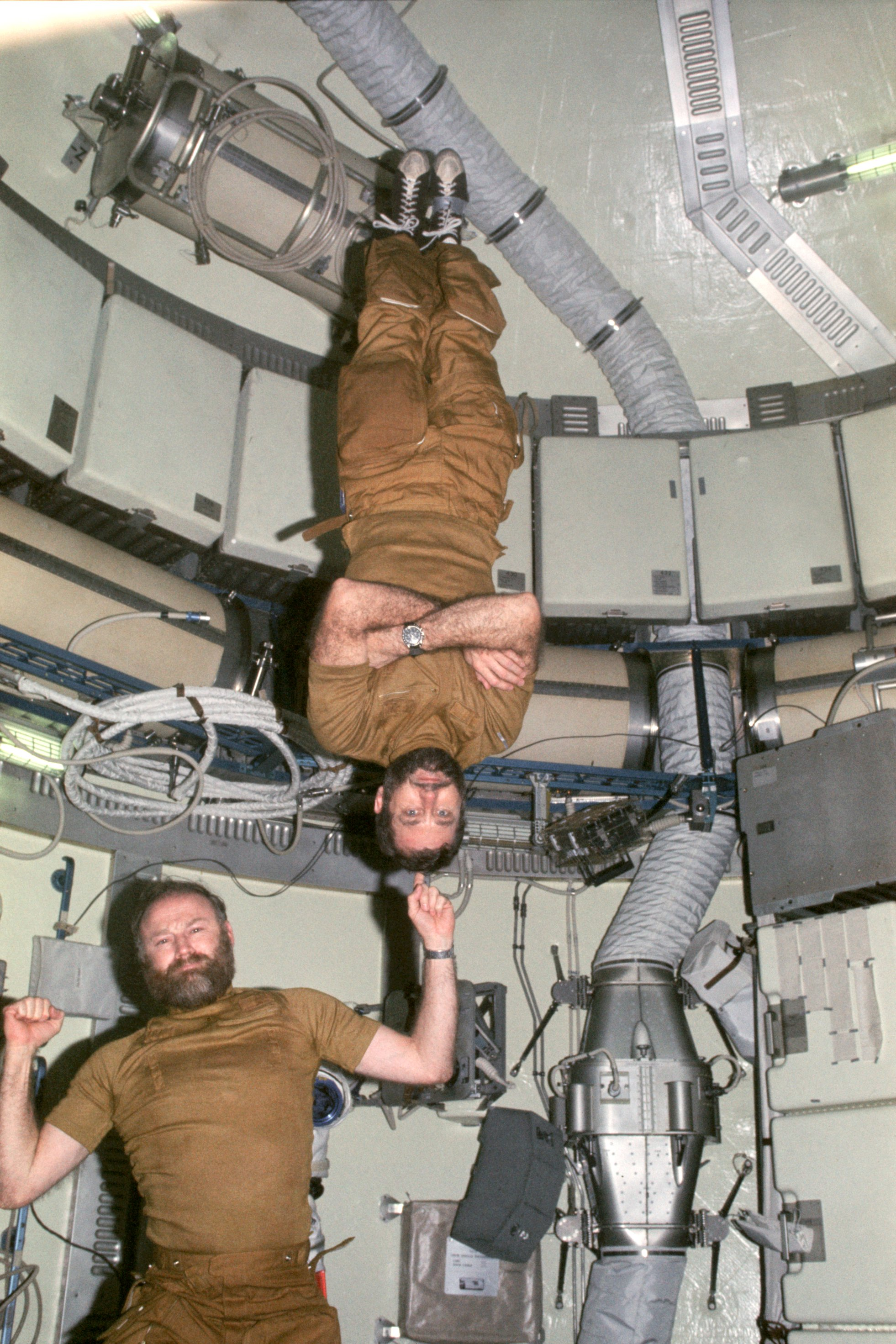
Астронавт Карр(внизу) демонстрирует преимущества невесомости, удерживая Поуга на одном пальце.

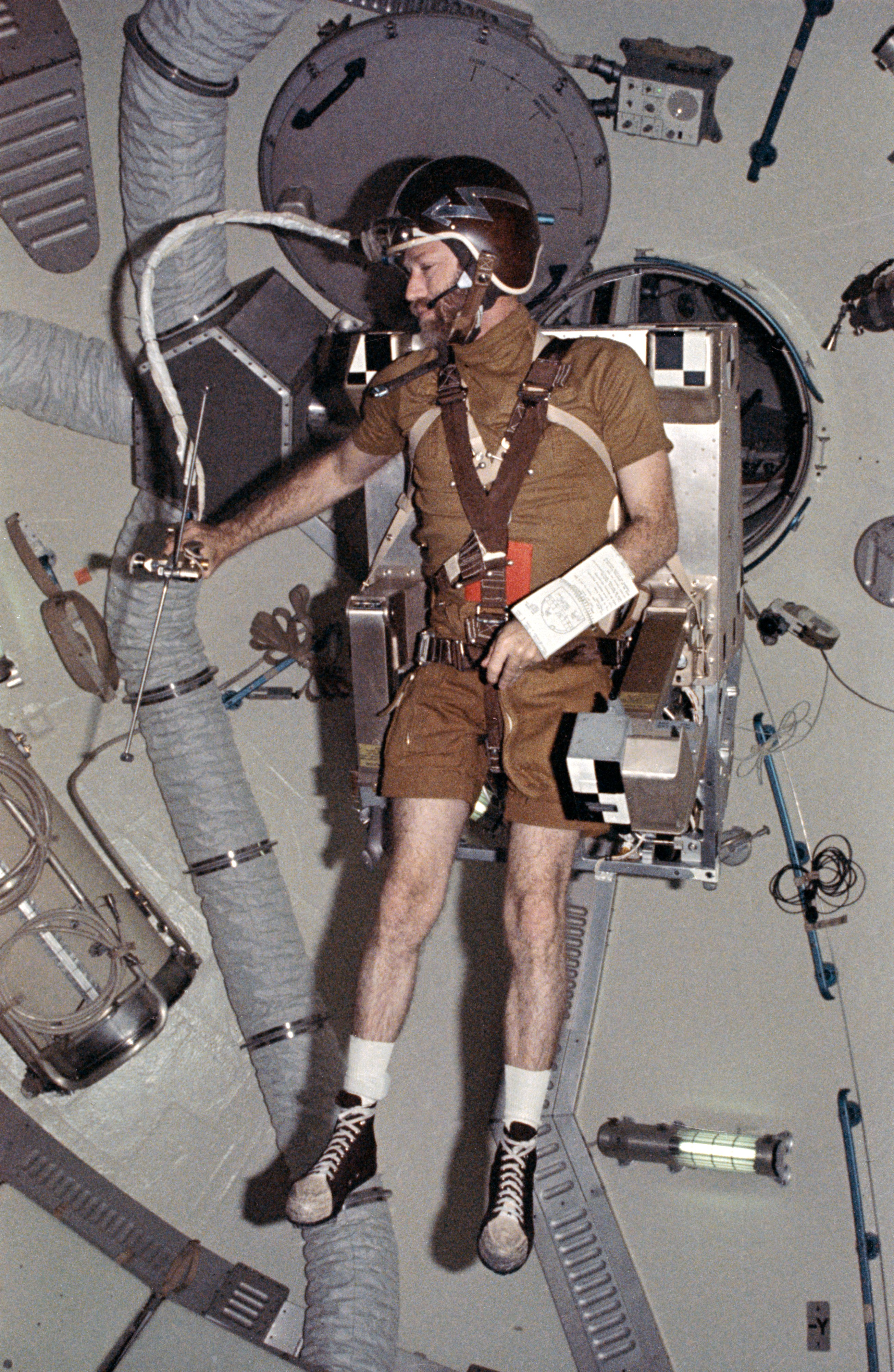
Астронавт Карр испытывает маневровое кресло с ручным управлением М509.

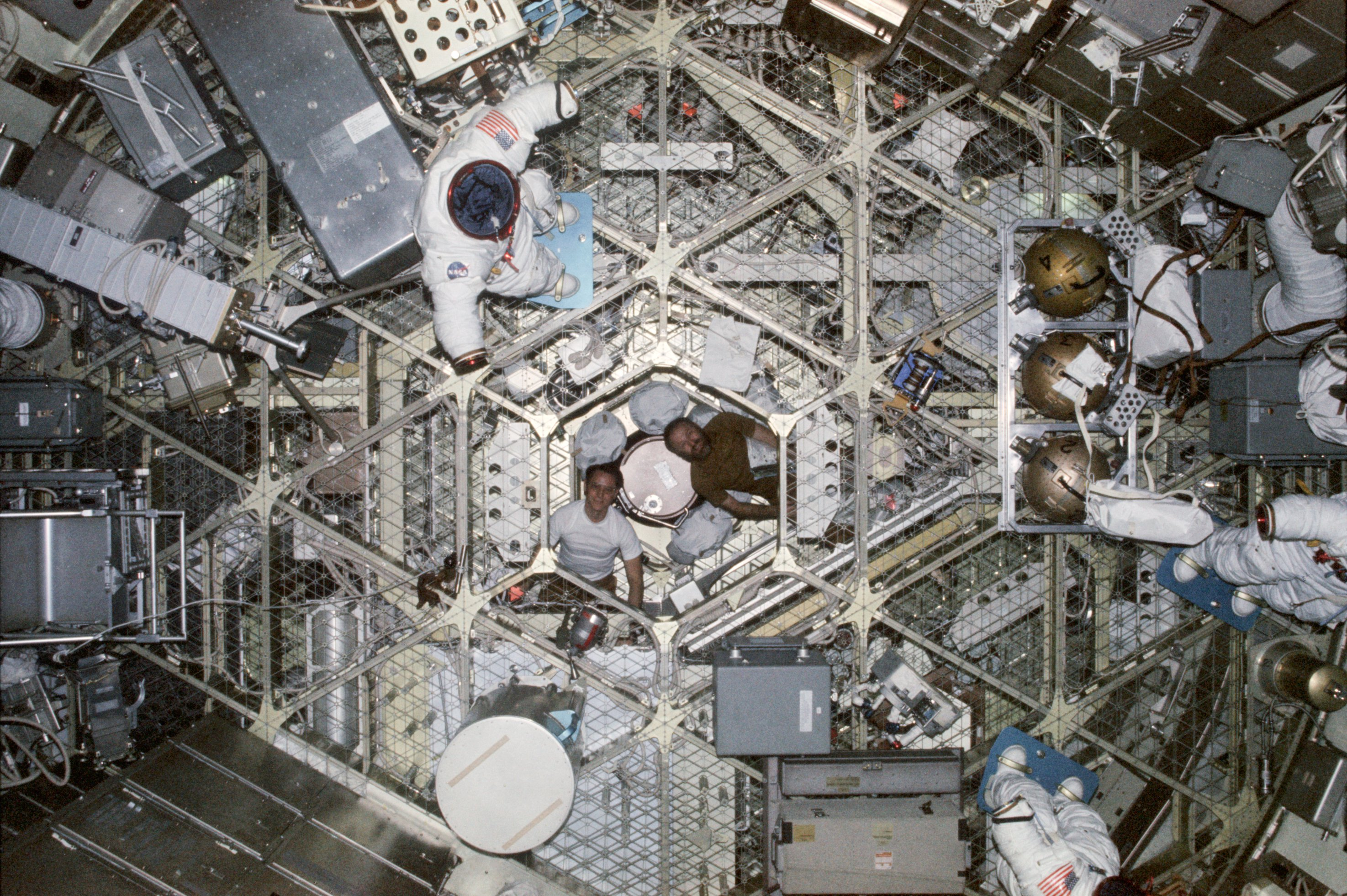
На Скайлэбе: Гибсон и Карр(справа).

Родился 22 августа 1932 года в городе Денвер, штат Колорадо, но вырос в городе Санта-Анна, штат Калифорния, который и считает своей родиной. Здесь в 1949 году окончил среднюю школу. В 1954 году окончил Университет Южной Калифорнии и получил степень бакалавра технических наук по механике (машиностроение). В 1961 году в аспирантуре ВМС США получил степень бакалавра наук по авиационной технике. В 1962 году в Принстонском университете получил степень магистра наук по авиационной технике.

## Военная карьера
Начал службу в ВМС в 1949 году в качестве курсанта службы подготовки офицеров запаса. После окончания в 1954 году Университета поступил на курсы основной подготовки личного состава Корпуса морской пехоты (КМП) США на базе КМП Куантико в Вирджинии. Прошёл лётную подготовку на авиабазах ВМС Пенсакола во Флориде и Кингсвилл в Техасе. В 1956—1962 годах служил в 114-й всепогодной истребительной эскадрилье КМП, где прошёл дополнительную подготовку на самолётах F-9 и F-6A Skyray. В 1962—1965 годах служил в 122-й всепогодной истребительной эскадрилье КМП в качестве пилота F-8 Crusader. К моменту зачисления в отряд астронавтов служил в Отделе испытаний 3-й эскадрильи наведения авиации КМП, занимаясь испытаниями системы сбора и обработки тактических данных. Воинские звания: майор КМП — 1966 год. Полковник КМП (1975), в отставке с сентября 1975 года. Общий налёт составляет более 8 000 часов, из них 5 365 часов на реактивных самолётах.

## Космическая подготовка
В апреле 1966 года был зачислен в 5-й набор астронавтов НАСА. После прохождения подготовки получил назначение в Отдел астронавтов НАСА. Работал оператором связи (CapCom) во время полёта кораблей Аполлон-8 и Аполлон-12. Входил в экипажи поддержки этих кораблей. Участвовал в испытаниях лунного автомобиля для передвижения по Луне. Был включён в основной экипаж корабля Аполлон-19 в качестве пилота лунного модуля, однако полёт этого корабля был отменён по финансовым соображениям.

## Космический полёт
- Скайлэб-4[4], с 16 ноября 1973 года по 8 февраля 1974 года в качестве командира экипажа третьей экспедиции на станцию Скайлэб. Во время полёта выполнил три выхода в открытый космос: 25.12.1973 — продолжительностью 7 часов 01 минуту; 29.12.1973 — продолжительностью 3 часа 29 минут и 03.02.1974 — продолжительностью 5 часа 19 минут. Продолжительность полёта составила 84 дня 1 час[5].

Помимо огромного количества полученных экспедицией научных материалов, этот экипаж «отличился» ещё и тем, что первым в истории космонавтики встретил на орбите Новый год (в ночь с 31 декабря 1973 года на 1 января 1974 года), а также 28 декабря устроил мятеж на орбите. В середине 1974 года был назначен руководителем группы аппаратных средства поддержки процесса проектирования, участвовал в проектировании различных узлов космических аппаратов, систем моделирования и подготовки экипажей и разработке человеко-машинного интерфейса.
Продолжительность работ в открытом космосе — 15 часов 49 минут. Продолжительность полёта — 84 дня 1 час 15 минут. Ушёл из отряда астронавтов в июне 1977 года.

## После НАСА
В 1977—1981 годах работал первым вице-президентом инженерно-консультационной фирмы «Bovay Engineers, Inc.» в Хьюстоне. В 1981—1983 годах работал старшим научным советником президента компании «Applied Research, Inc.» в Лос-Анджелесе. В 1983—1985 годах руководил работами по созданию 300-дюймового телескопа в Техасском университете. В 1984 году основал собственную компанию «CAMUS Inc.», занимающуюся проектированием космической техники с учётом человеческого фактора. Работал по контрактам на фирму Boeing, проектируя рабочие места экипажа МКС. Скончался 26 августа 2020 года.

## Награды
Медаль за службу национальной обороне (США), Армейская экспедиционная медаль, Экспедиционная медаль Морского корпуса (1971), Медаль «За выдающуюся службу» (НАСА) (1974), Медаль «За выдающуюся службу» (ВМС США) (1974), Бейдж Астронавта (1974), Золотая медаль города Чикаго (1974), Премия выпускнику Университета Южной Калифорнии (1974), Премия Орла «Бойскаут Америки» (1974), Золотая медаль города Нью-Йорк (1974), медаль НАСА «За космический полёт» (1974), Золотая медаль Международной Федерации Аэронавтики, Диплом В. М. Комарова Международной авиационной федерации (1974), его имя внесено в Зал славы астронавтов.

## Семья
- Жена (первая) — Джоанн Руфь Петри. Дети: дочь Дженифер Энн (31.07.1955), близнецы Джеми Эдель и Джефри Эрнст(03.07.1958), сын Джон Кристиан (04.04.1962), близнецы Джессика Луиз и Джошуа Ли (12.03.1964).
- Жена (вторая) — Патрисия Л. Масик.

Увлечения: плавание под водой с маской и трубкой, охота, рыбалка и работа по дереву.